# Pajarito (Boyacá)
Pajarito est une municipalité du département de Boyacá en Colombie.